# Urine

Menselijke urine

Urine is een lichaamsvloeistof met opgeloste afvalstoffen, overtollige stoffen die door mensen en andere gewervelden via de urinewegen worden uitgescheiden. De afvalstoffen zijn afkomstig van de stofwisseling, en door de nieren uit het bloed gefilterd. Nadat deze in een urineblaas is opgeslagen wordt de urine via de urinebuis periodiek uit het lichaam geloosd, dat heet urineren of plassen.
Urine bevat, behalve water, in water oplosbare stoffen, vooral ureum en anorganische zouten. Urobiline en porfyrine zorgen voor de typische gele kleur. Wanneer iemand erg veel drinkt, wordt de urine bij benadering waterkleurig. Een afwijkende samenstelling of kleur van de urine, bijvoorbeeld te donker, kan een indicatie zijn voor ziekte, zwangerschap of dopinggebruik. Urine bevat bij ziekte soms bestanddelen die er normaal niet in zitten, of weliswaar gangbare afvalstoffen, maar in afwijkende concentraties. Klinisch chemisch onderzoek kan daar uitsluitsel over geven.
De urologie is het onderdeel van de chirurgie dat zich bezighoudt met de behandeling van de urinewegen bij man en vrouw, en met de geslachtsorganen van de man.

## Urineproductie
Urine wordt geproduceerd in de basiseenheden van de nieren, de nefronen. Water met opgeloste stoffen wordt door de glomerulus geperst en opgevangen in het kapsel van Bowman: de voorurine. De voorurine gaat vervolgens door een reeks van buisjes of tubuli naar de urineblaas:
- de proximale tubulus: hier wordt water door osmose uit de voorurine verwijderd en  worden glucose, elektrolyten ('zouten'), aminozuren en ongeveer de helft van het in het filtraat aanwezige ureum terug opgenomen/actief geresorbeerd.
- de Lus van Henle: ook hier wordt veel water uit de voorurine verwijderd. Natrium en andere elektrolyten worden door het tegenstroomprincipe uit de urine verwijderd.
- de distale tubulus: nog meer zouten worden uit de voorurine geresorbeerd. De osmotische waarde van de urine daalt ten opzichte van die van het bloed, waardoor ook water via osmose terug diffundeert, naar het relatief zoutere bloed.
- de verzamelbuis: onder invloed van het wateronttrekkende antidiuretisch hormoon (ADH) kan hier de urine nog sterker worden geconcentreerd. De urine eindigt in de urineblaas, waarna het kan worden geloosd.

Elke dag wordt er 180 liter voorurine geproduceerd waar uiteindelijk maar 1,5 liter urine van overblijft. Dit komt vooral doordat voorurine uit meer dan 99% water bestaat en dat wordt bijna allemaal geresorbeerd. Een diureticum is een middel dat de afgifte van water door de nieren bevordert. Het gevolg hiervan is een verhoogde productie van urine.

## Afwijkingen

### Eiwit in urine
Er hoort in principe vrijwel geen eiwit in de urine voor te komen. Er zijn gevallen waarbij een kleine hoeveelheid eiwit in urine aanwezig kan zijn, bijvoorbeeld na zware inspanning, infectie of medicijngebruik. Als uit de test blijkt dat veel eiwit in de urine aanwezig is, dan wordt de test herhaald. In dit geval is er sprake van nierschade waardoor de nieren niet goed kunnen functioneren.
Onder andere albumine en creatinine kunnen in de urine worden gevonden. Vrijwel iedereen scheidt albumine in de urine uit, maar in de verschillende mate. Als dat minder is dan 20 mg/L dan is dat normaal. Van 20–200 mg/L wordt microalbuminurie genoemd en dat geeft verhoogd risico op hart- en vaatziekten, veneuze trombose, nierfalen en dood. Als het nog meer is, meer dan 200 mg/L dan wordt dit macroalbuminurie genoemd. Macroalbuminurie verhoogt het risico op de genoemde ziektes nog meer.
Microalbuminurie komt bij gezonde mensen zonder suikerziekte, diabetes mellitus, en zonder hoge bloeddruk of hypertensie bij ongeveer 7% voor, macroalbuminurie bij minder dan 1%. Bij mensen met diabetes komt het veel meer voor, bij ongeveer 35% van de mensen, vooral als de suikerziekte niet voldoende wordt behandeld.
De aangegeven grenzen van 20 mg/L en 200 mg/L gelden voor meting in een portie urine. Het is gebruikelijk om de hoeveelheid eiwit in alle urine die in 24 uur wordt geproduceerd te meten, dus om een 24-uurs urinemeting uit te voeren, want de uitscheiding varieert in de loop van de dag. De grenzen worden voor de 24-uurs urinemeting anders aangegeven, voor microalbuminurie 30–300 mg/24 uur en macroalbuminurie meer dan 300 mg/24u.
De ratio van albumine/creatinine wordt soms in een portie urine als maat voor de echte albumine uitscheiding gebruikt. Dat is beter dan alleen de concentratie van albumine in een portie urine, uitgedrukt in mg/L, maar minder goed dan een 24-uurs urinemeting. 24-uurs urine is daarentegen moeilijker te verzamelen, dus de meeste mensen kiezen voor de albumine/creatinine ratio.

### Afwijkende kleuren en vormen
De urine van de mens is normaal helder en geel van kleur. Veranderingen in de kleur van de urine worden vooral veroorzaakt door de hoeveelheid vocht die wordt uitgescheiden: geconcentreerde urine is donkergeel tot oranje, terwijl urine die wordt geproduceerd na veel drinken waterhelder kan zijn. Veel kleurstoffen worden onveranderd door de nieren uitgescheiden en kunnen de urine doen verkleuren, zoals het rood van bietjes, het gebruik van sommige geneesmiddelen en porfyrinurie. De urine kan echter ook van kleur veranderen door bepaalde ziektes of aandoeningen. Hieronder worden aantal veel voorkomende kleurafwijkingen in de urine besproken. Doorgaans is de kleur van urine in de ochtend donkerder van kleur omdat de nieren dan weinig water uitscheiden. Donkergele urine kan soms echter ook wijzen op de ziekte geelzucht.

#### Bruinrood
Een bruinrode kleur kan komen door ontstekingen in de lever en wordt door urobiline. Urobiline is een bruine kleurstof uit de galblaas, die door de darm aan de lever wordt afgegeven. De hoeveelheid urobiline in het bloed kan stijgen bij leverontstekingen. Dit komt doordat de urobiline niet meer kan worden verwerkt en door de nieren weer wordt uitgescheiden. Bloed in de urine zit bij hematurie of hemoglobine bij hemoglobinurie kunnen deze roze tot bruinrood tot dieprood kleuren.

#### Donkerbruin
Donkerbruine urine kan ontstaan door een afsluiting van de galweg. Dit is een blokkade in het galafvoerkanaal. Een verhoogd bilirubinegehalte in het bloed veroorzaakt deze donkerbruine urinekleur. Bilirubine is een roodbruine kleurstof van gal die voornamelijk in de milt wordt gevormd. Als urine donkerbruin van kleur is en bovendien naar ontlasting ruikt dan zal dit komen doordat er een fistel is, een verbinding tussen de urinebuis en de endeldarm. De ontlasting kan hierdoor in de urine terechtkomen en omgekeerd. Deze verbinding wordt veroorzaakt door een verwonding of infectie van de urinebuis en de endeldarm.

#### Troebel of schuim
Troebelheid van de urine kan duiden op verscheidene kwalen. Meestal is het onschuldig en ontstaat door het ontstaan van een neerslag van onoplosbare zouten bij afkoelen, maar het kan ook op pyurie wijzen. Dit betekent dat er zich witte bloedcellen in de urine bevinden. Het kan dan duiden op een infectie van de urinewegen. Blaasontsteking is hiervan een voorbeeld. Een andere aandoening waar schuimende of troebele urine naar kan verwijzen, is glomerulonefritis. Dit is een aandoening van de nierfilters, waarbij de filtereenheden van de nier zijn ontstoken. De nieren verliezen hierdoor hun normale functies. De bloedcellen en grote eiwitmoleculen lekken bovendien via de nierfilters naar de urine, die normaal gesproken in het bloed zouden moeten blijven.

## Toxiciteit
Urine is niet giftig, maar er zitten stoffen die ongewenst zijn voor het lichaam en de huid en ogen kunnen irriteren. Het drinken van de eigen urine, urinetherapie, is een oud Chinees en een oud Indiaas gebruik. Het viel of valt in India onder de ayurveda. Na bewerking, zoals bijvoorbeeld toegepast op het Internationaal ruimtestation ISS, is het mogelijk om drinkbaar water uit urine te krijgen. Ook kan men met eenvoudige middelen zelf drinkbaar water uit urine distilleren. Dit is handig op een onbewoond eiland als er geen water in de buurt is.

## Elektrisch geleidingsvermogen
Door de anorganische zouten die in de urine zit, kan dit elektrische stroom goed geleiden. Daarom is het levensgevaarlijk om te plassen op schrikdraad of in de buurt van hoogspanningsmasten. Men loopt dan het risico om geëlektrocuteerd te worden.

## Samenstelling
| Samenstelling van menselijke urine hoeveelheden per 1000 - 1500 mL, per 24 uur | Samenstelling van menselijke urine hoeveelheden per 1000 - 1500 mL, per 24 uur |
| ------------------------------------------------------------------------------ | ------------------------------------------------------------------------------ |
| stikstof (totaal)                                                              | 7,0 - 20 g                                                                     |
| - aminozuur                                                                    | 0,15 - 0,30 g                                                                  |
| - ureum                                                                        | 12 - 35 g                                                                      |
| - NH3                                                                          | 0,6 - 1,2 g                                                                    |
| - creatinine                                                                   | 0,8 - 2,0 g                                                                    |
| - urinezuur                                                                    | 0,3 - 0,8 g                                                                    |
| - hippuurzuur                                                                  | 0,7 g                                                                          |
| chloriden                                                                      | 10 - 15 g                                                                      |
| fosfor                                                                         | 1,2 g                                                                          |
| zwavel totaal                                                                  | 1,2 g                                                                          |
| - anorganisch                                                                  | 1,0 g                                                                          |
| - etherisch                                                                    | 0,1 g                                                                          |
| natrium                                                                        | 2,5 - 4,0 g                                                                    |
| calcium                                                                        | 0,1 - 0,3 g                                                                    |
| kalium                                                                         | 1,5 - 2,0 g                                                                    |
| magnesium                                                                      | 0,1 - 0,2 g                                                                    |
| pH                                                                             | 5,5 - 7,0 mediaan: 6,2                                                         |

## Resorptie
De volgende stoffen worden in 24 uur uit urine gefiltreerd en door de nieren geresorbeerd.
| Substantie | Gefilterd | Uitgescheiden | % geresorbeerd |
| ---------- | --------- | ------------- | -------------- |
| water      | 180 L     | 1,5 L         | 99,3           |
| Na+        | 25,2 mol  | 0,15 mol      | 99,4           |
| K+         | 0,72 mol  | 0,1 mol       | 86,1           |
| glucose    | 0,8 mol   | 0,5 mmol      | 99,9+          |
| ureum      | 0,92 mol  | 28 g          | 50             |

## Wetenswaardigheden
- Pecunia non olet is een parafrase vermoedelijk uit de 19e eeuw over een fiscale heffing op urine.